# Philippe Destribats
Pour les articles homonymes, voir Destribats.

a Compétitions nationales et continentales officielles uniquement.

Philippe Destribats, né le 1er novembre 1955 à Bayonne et mort le 25 février 2012 à Bordeaux, est un joueur français de rugby à XV. Trois-quart polyvalent, il évolue indifféremment aux postes d'arrière, d'ailier ou de demi d'ouverture.

## Biographie
Formé au Boucau stade, Philippe Destribats y débute en 1965 avec les équipes de jeunes. Lors de sa saison en cadets en 1972, il remporte le championnat de France face à l'équipe du Racing club de France, la Coupe Coulon face à l'US Romans et devient champion de la Côte basque. Après avoir débuté avec l'équipe première du Boucau stade, puis avoir été sélectionné en équipe de France junior[réf. nécessaire], il rejoint en 1975 le Racing club de France avec qui il reste onze saisons. Puis il passe deux saisons avec le Club olympique creusotin et deux autres avec le CA Bordeaux-Bègles. En 1991, il rejoint le Rugby club villenavais où il joue jusqu'en 2009 à l'âge de 54 ans. Après avoir pris sa retraite, il devient alors le directeur et entraîneur de l'école de rugby du RC Villenave. Il meurt le 25 février 2012 à Villenave-d'Ornon des suites d'une longue maladie. En sa mémoire, une minute de silence est observée avant le début du match du Top 14 entre le Racing Métro 92 et l'Aviron bayonnais le 3 mars. Selon sa volonté, ses cendres sont dispersées sur la pelouse du stade Piquessary où il a joué pendant huit saisons avec le club boucalais. 

## Palmarès
- Champion de France cadets 1972 avec le Boucau stade
- Vainqueur de la Coupe Coulon en 1972 avec le Boucau stade
- Champion de Côte basque 1972 avec le Boucau stade